# Mercado Mundo Mix
O Mercado Mundo Mix (ou MMM) é um evento multicultural, que se expressa através de múltiplas linguagens artísticas. Trata-se de um movimento de vanguarda com características alternativas ligadas à cultura urbana, apresentando novos talentos, ideias e tendências nas áreas das artes, música, moda e design, oferecendo oportunidade aos artistas seleccionados para promover, comercializar e viabilizar as suas criações.
O movimento foi criado em 1994 no Brasil, pelos empreendedores do mundo da moda Beto Lago e Jair Mercanzini, e se consolidou na cena cultural brasileira, com eventos em São Paulo, Santos, Rio de Janeiro, Belo Horizonte e Campinas.
Desde 2003 está também presente em Portugal, com edições realizadas em Lisboa, Porto, Coimbra, Cascais e Lagos.